# 青阳县开发区
青阳县开发区或称青阳经济开发区，是中华人民共和国安徽省池州市青阳县下辖的一个类似乡级单位，亦是一个省级经济技术开发区，位于青阳县县城东部。开发区于2003年设置，园区位于蓉城、木镇、新河三镇。2006年，安徽省人民政府批准成为省级经济技术开发区。行政上，与青阳县所辖乡镇并列。

## 行政区划
下辖以下地区：开发区虚拟社区。